# Раджу (Сирия)
Раджу (араб. راجو‎, курд. Reco) — город на северо-западе Сирии, расположенный на территории мухафазы Халеб. Входит в состав района Африн. Является административным центром одноимённой нахии.

## Географическое положение
Город находится в северо-западной части мухафазы, вблизи границы с Турцией, в горной местности хребта Эль-Акрад (Курд-Даг), на высоте 551 метра над уровнем моря.

Раджу расположен на расстоянии приблизительно 62 километров к северо-западу от Халеба, административного центра провинции и на расстоянии 348 километров к северо-северо-востоку (NNE) от Дамаска, столицы страны.

## Население
По данным официальной переписи 2004 года численность населения деревни составляла 3122 человек.

## Транспорт
В городе расположена станция Багдадской железной дороги.